# Sarkusah e il carteggio del falso codice arabico
Sarkusah fu il nome arabo dato alla città di Siracusa nel carteggio del falso codice arabico, conosciuto come codice martiniano, tradotto originariamente da Giuseppe Vella, reso in lingua italiana e pubblicato da Alfonso Airoldi nell'anno 1789, e poi rivelatosi un grande falso storico.
Tale codice e tale vicenda ebbero un vasto eco tra gli studiosi del tempo, poiché il carteggio martiniano avrebbe rappresentato l'unica testimonianza di primissima mano, veramente completa e ricca di informazioni, del periodo arabo-siculo.

## Il codice martiniano

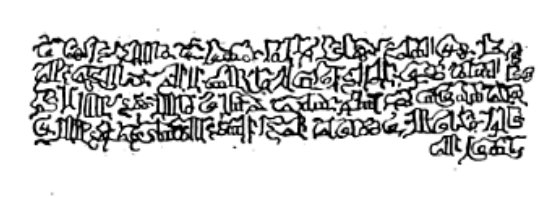
L'immagine proviene da una copia bibliografica stampata nel 1789 del Codice diplomatico di Sicilia sotto il governo degli Arabi di Vella-Airoldi. Tale scritta arabica sarebbe la frase riportata sull'elsa di un'antica spada che venne custodita a Siracusa e che appartenne al conquistatore della città, Busa ben Kagebis, come riporta il codice:

Il nome di Siracusa veniva ripetuto più e più volte in tale codice; in fitti e continui carteggi tra emiri e condottieri arabi. Tutto veniva di essa descritto: gli assedi che gli arabi fecero dietro le mura, la presa della città, il trattamento dei prigionieri e il loro riscatto, le vicende di vita sociale.
Se tale codice fosse risultato reale, avrebbe colmato un vuoto storico accertato che adombra uno dei periodi più travagliati e misteriosi per la città di Siracusa. Scrisse dell'inganno Bartolomeo Lagumina nel suo libro dedicato a tale codice:
Il codice arrivò a essere stampato in Germania, ed era già in fase di lavorazione una traduzione per la Svezia. Ma prima che l'enorme mole di notizie false su tale periodo storico potesse diffondersi nel mondo degli studi, intervenne il sovrano delle Due Sicilie, il quale per evitare uno scandalo europeo, portò a processo l'abate maltese, su sollecitazione dei molti sospetti sorti presso gli eruditi siciliani che si domandavano come fosse possibile che un simile tesoro di fonte primaria fosse rimasto celato agli occhi di tutti tranne quelli del Vella. Con l'aiuto di esperti linguisti arabi come Joseph Hager e Germano Adami, si scoprì l'inganno: il codice martiniano era stato corrotto, ovvero modificato, quasi totalmente per mano di Giuseppe Vella, il quale aveva inventato un linguaggio incomprensibile che egli spacciava per arabo in una Sicilia che aveva perso ogni conoscenza di quell'antica lingua. In realtà, dietro le correzioni si nascondeva tutt'altro argomento che non riguardava la storia di Sicilia; si trattava infatti di una vita di Maometto che egli aveva fatto passare per codice arabo-siculo. Tuttavia, come sottolinea il Lagumina, vi fu chi vi credette e continuò ad accreditare tale codice in rispettabili ambienti letterari, ponendo in bibliografia erudita le traduzioni del Vella.

## Il carteggio tra Busa ben Kagibis e Ahmed ben Jaakob

### L'assedio della città
Di seguito vengono riportati alcuni dei carteggi più interessanti che avrebbero riguardato Siracusa nel periodo della sua conquista araba:
Busa ben Kagibis, l'emissario della lettera, sarebbe stato il condottiero, generale che avrebbe conquistato Siracusa. Il suo interlocutore era Ahmed ben Jaakob, l'Emir Chbir di Sicilia, ovvero l'emiro supremo della Sicilia che risiedeva a Palermo: Balirmu chiamata nel codice martiniano. In tutte le lettere i due interlocutori si riferiranno sempre con grande rispetto ad una non meglio specificata Grandezza, alta personalità araba che non risiedeva in Sicilia ma in Africa, corrispondente alla figura storica dell'amīr aghlabida, e alla quale essi dovevano riferire tutto ciò che accadeva in terra siciliana:
Il carteggio prosegue poi descrivendo la presa della città:
Il condottiero emiro dell'esercito riceve la lettera che attendeva dal supremo emiro di Sicilia:
Infine un carteggio dove l'emiro siracusano riassume la situazione della popolazione siracusana in questi termini:
Il carteggio del codice martiniano è molto più vasto; si descrivono nel dettaglio tutti i beni preziosi trovati nella città, la visita che il Mulei, ovvero la Grandezza alle quali sono rivolte tutte le lettere, fece a Siracusa, e si prosegue ancor oltre.

## Il carteggio tra il Papa di Roma e l'Emir Chbir di Sicilia

### Il riscatto dei prigionieri siracusani

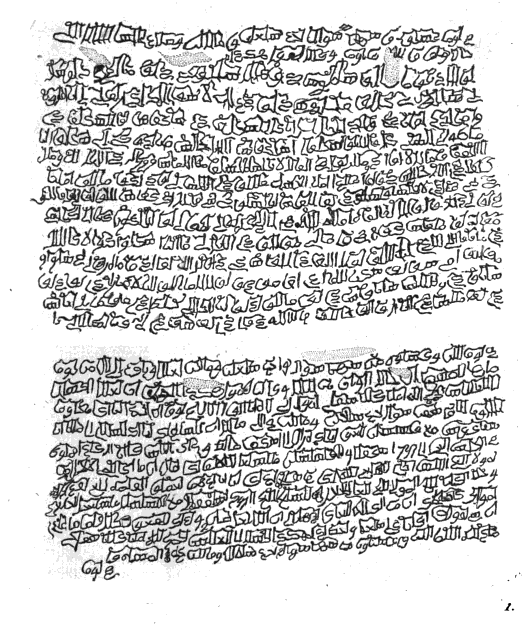
Il carteggio tra l'emiro di Sicilia e papa Marino I sulla liberazione degli schiavi siracusani; stampato all'interno del codice martiniano settecentesco.

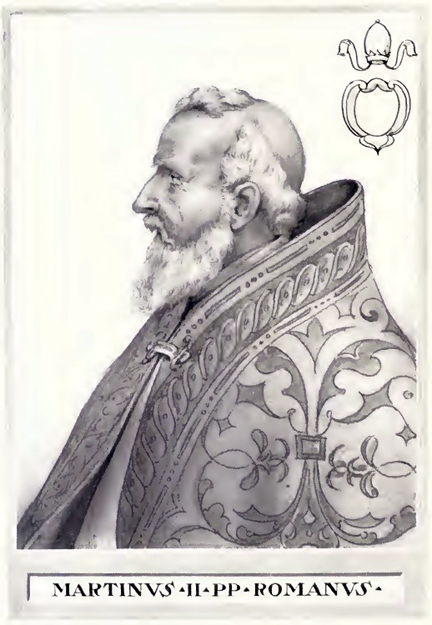
Papa Marino I; secondo il codice arabico martiniano, sarebbe stato egli a richiedere presso le personalità arabe di Sicilia e d'Africa, il riscatto dei prigionieri siracusani, tenuti a Palermo. E sarebbe stato solo il primo dei tre papi a incominciare il carteggio diplomatico, poiché dopo di lui continuarono a trattare papa Adriano III e papa Stefano V.

Il codice martiniano, dopo aver descritto l'assedio e la conquista, conclude questo periodo narrando della corrispondenza che venne intrapresa dal papa della chiesa di Roma, Marino I, e il supremo emiro di Sicilia, Alhasan ben el Aabbas. L'argomento del carteggio erano gli accordi, in termini economici, per il riscatto dei prigionieri siracusani tenuti schiavi presso Palermo.
Da notare la lingua scritta nella quale l'Airoldi traduce le parole del papa impresse nel codice che il Vella avrebbe tradotto dall'arabico. Il traduttore italiano, in buona fede, afferma che tale linguaggio papale - un misto di latino e volgo del popolo siciliano - fosse dovuto al fatto che i diplomatici latini, volendo che il loro messaggio giungesse in maniera chiara e leggibile, usò la lingua della terra siciliana per essere più efficace.
Significativo è inoltre la sottolineatura che lo stesso Airoldi imprime, quando informa che nell'Archivio Vaticano non esiste alcuna testimonianza di tale carteggio arabo-siculo:
(Nota di Alfonso Airoldi sulle lettere mai registrate nell'Archivio Vaticano; Codice diplomatico di Sicilia sotto il governo degli Arabi, tomo I, parte II, pag. 242)
In questi termini il papa Marino I scriveva per richiedere la liberazione dei religiosi aretusei e degli schiavi:
Ottenne risposta dall'emiro supremo di Sicilia e dal Mulei d'Africa; poiché tale missiva era stata mandata a entrambi:
Dopo altri carteggi infine vengono spediti al papa, dietro concessione monetaria, i religiosi e i primi schiavi siracusani, con un monito dell'emiro di Sicilia:
Conclude l'emiro facendo rapporto sulla situazione al suo governatore:

## Confronto con le altre cronache del tempo
Quello che in maniera immediata risalta, leggendo il carteggio del falso codice e confrontandolo con le narrazioni storicamente accreditate, è senz'altro un'eccessiva precisione nei numeri: il codice martiniano non ha alcun indugio nel dare cifre molto dettagliate sia sulle perdite arabe, sia su quelle greche.
Inoltre si citano avvenimenti non riscontrati in altre, se pur brevi, cronache del tempo; come ad esempio la fuoriuscita e l'autoconsegna per fame di moltissimi uomini dalla Siracusa sotto assedio.
Conclusione diversa per la popolazione siracusana: le altre cronache del tempo sostengono che non rimase nessuno a Siracusa in libertà; poiché l'intera popolazione venne venduta per essere schiavizzata tra la Tunisia e Palermo. Invece il codice martiniano non solamente fa una distinzione tra i greci siracusani e i siciliani, ma dice che mentre i primi vennero condotti schiavi a Palermo (solo a Palermo, tacendo l'Africa), i secondi vennero lasciati liberi nella città.
Il Vella sembra anche in questo caso aver tratto spunto dalla storia, poiché realmente accadde, secondo le cronache, la liberazione dei prigionieri siracusani. Ma non fu per intercersione del papa o dei papi. Fu piuttosto grazie a uno sconosciuto bizantino, identificato come un inviato della corte imperiale di Basilio I il Macedone, il quale venne di proposito in Sicilia, ed era già stato in Tunisia, nell'anno 885 o 886, per chiedere il riscatto della popolazione siracusana. Ciò avvenne, come lo riporta Michele Amari nella sua Storia dei musulmani di Sicilia:
Il codice martiano cita molti altri avvenimenti sulla Siracusa araba. Ma si è voluto descrivere in tal guisa solamente l'avvenuta conquista e il destino della sua popolazione, ritenendo questi eventi più significativi di altri.

## Conseguenze sugli studi arabici di Sicilia
Nonostante la maggioranza della critica abbia classificato il codice martiniano come «totalmente falso» vi sono stati alcuni studiosi che ad esso hanno dato comunque credito e hanno riportato fedelmente i passi di tale codice nei loro testi.
Molti studiosi del resto finirono nell'inganno a causa del tempo che passò dalla pubblicazione del codice - primissimi anni '90 del 1700 - al rumore sempre più crescente sulla falsità di quegli scritti che alla fine condussero Giuseppe Vella a essere condannato a quindici anni di carcere nel castello di Palermo (poi mutati, a causa di motivi salutari, in un confino presso una sua abitazione privata).
Bartolomeo Lagumina, alle soglie del 1900, sottolinea come dopo quasi cento anni vi siano ancora dei dubbi sull'autenticità o meno di tale codice:
La questione sollevata dal codice martiniano ebbe comunque dei risvolti positivi sulla storia siciliana; poiché grazie ad esso, proprio per evitare il ripetersi di una simile situazione, molti siciliani intrapresero seriamente gli studi arabistici per venire a conoscenza del loro passato; figlio di questi tempi fu poi l'illustre palermitano arabista Michele Amari.